# Йенч, Кристина
Кристи́на Йенч (нем. Christiane Jentsch, в замужестве в начале 1990-х Кристи́на Ша́йбель, нем. Christiane Scheibel; род. 13 июля 1961) — немецкая кёрлингистка.
В составе женской сборной Германии участница чемпионата мира 1985 (заняли пятое место) и двух чемпионатов Европы (лучший результат — бронзовые призёры в 1992). Также участница демонстрационного турнира по кёрлингу на Зимних Олимпийских играх 1992 (женская сборная Германии выиграла золотые медали).
В 1980—2002 была скипом команды кёрлинг-клуба CC Füssen (Фюссен), за исключением сезонов 1984—1985 и 1991—1992, когда выступала за команду SC Riessersee (Гармиш-Партенкирхен), которую возглавляла Андреа Шёпп.

## Достижения
- Зимние Олимпийские игры: золото (1992 — демонстрационный вид спорта).
- Чемпионат Европы по кёрлингу: бронза (1992).
- Чемпионат Германии по кёрлингу среди женщин: серебро (1997, 1999), бронза (1988)[5].

## Команды
| Сезон   | Четвёртый   | Третий        | Второй        | Первый           | Запасной         | Турниры           |
| ------- | ----------- | ------------- | ------------- | ---------------- | ---------------- | ----------------- |
| 1984—85 | Андреа Шёпп | Моника Вагнер | Кристина Йенч | Элинор Шёпп      |                  | ЧМ 1985 (5 место) |
| 1991—92 | Андреа Шёпп | Стефани Майр  | Моника Вагнер | Сабина Хут       | Кристина Шайбель | ЗОИ 1992          |
| 1992—93 | Андреа Шёпп | Моника Вагнер | Стефани Майр  | Кристина Шайбель |                  | ЧЕ 1992           |

(скипы выделены полужирным шрифтом)

## Частная жизнь
Её муж Роланд Йенч участвовал в нескольких чемпионатах мира и Европы (чемпион Европы в 1991). Две их дочери, Даниэла Йенч и Аналена Йенч — известные немецкие кёрлингистки, многократные чемпионки Германии, участницы и призёры чемпионатов мира и Европы.